# L'Empire des futures stars
L'Empire des futures stars est un concours de musique populaire québécois qui a connu quinze éditions de 1981 à 1998. Ce concours, organisé par la station de radio CKOI-FM, était destiné aux groupes musicaux de la relève interprétant leurs propres compositions.
L’Empire des futures stars faisait l’objet d’une couverture régulière dans la presse spécialisée (Québec Rock, Voir) et dans les quotidiens montréalais (notamment le journal La Presse). Les spectacles étaient présentés dans des salles du circuit montréalais, principalement au Club Soda, la finale ayant lieu dans une salle de plus grande capacité (Théâtre St-Denis, Spectrum de Montréal).
Bien que les groupes gagnants n’ont pas toujours connu la renommée, de nombreux artistes populaires québécois y ont fait leurs premières armes.
La finale du concours a fait l’objet d’émissions spéciales à la télévisions de Télévision Quatre-Saison, puis à Radio-Canada,.

## Historique
La station CKOI-FM crée le concours L’Empire de futures stars en 1981. Lors de la première édition, les spectacles de qualification sont présentés au Pretzel enchaîné, défunte salle de la rue Clark à Montréal. La finale a lieu en février 1982 au Vélodrome Olympique, dans le cadre du Salon de la jeunesse,.
À partir de la deuxième édition, en 1983, les qualifications sont présentées au Club Soda.
Lors du renouvellement de sa licence auprès du Conseil de la radiodiffusion et des télécommunications canadiennes (CRTC) en 1985, CKOI obtient exceptionnellement la permission de diffuser une proportion plus importante de musique anglophone en faisant valoir ses efforts de promotion des talents de langue française, en particulier son implication dans la production de l’Empire de futures stars,.
En janvier 1985, un documentaire intitulé E: Rock4 sur la finale de l’édition 1983 de l’Empire des futures stars est diffusé à la télévision de Radio-Canada dans le cadre des Beaux dimanches.
En 1992, le groupe Les colocs participe au concours, mais se désiste à la suite des demi-finales, n’acceptant pas les contraintes imposées par le concours et désirant choisir leur maison de disque.
En 1992 paraît le disque Les grands succès de l’Empire des futures stars sur le label Les Disques Passeport, une compilation de dix chansons d’autant de groupes et d’artistes ayant participé à ce concours : Laurence Jalbert, Vilain Pingouin, The Box, Tango Tango, Marie-Denise Pelletier, Le grand manège, Madame, Laymen Twaist, Les parfaits salauds et Bündock.
La dernière édition de l’Empire des futures stars a lieu en 1998,.

## Finalistes et lauréats
| Édition    | Lauréat                                                  | Autres finalistes |
| ---------- | -------------------------------------------------------- | --- |
| 1981-1982, | Scan                                                     | - Alain Provost - Androïdes - Édition Spéciale - Porte Feuille - Raz le Bol - Robert Laira - Triad                                   |
| 1983,      | Spa Romance                                              | - Madame - Musical Digital Print (dont fait partie Marie Denise Pelletier) - Tally-Ho (dont les membres formeront plus tard The Box) |
| 1984-1985  | Outasynk                                                 | - Boy Cut - Flat Planet - Soon Soon                                                                                                  |
| 1987       | Volt (dont fait partie Laurence Jalbert)                 | - Alex - Long Week End - Sotho |
| 1988       | Laymen Twaist                                            | - EQ - Robert Sart - Vilain Pingouin                                                                                                 |
| 1989       | Tango Tango                                              | - Bo Week End - Praxis - Visage Pâle                                                                                                 |
| 1990       | Paul Saize                                               | - Headline - Villeray |
| 1991       | Le Grand Manège                                          | - S.O.S. Cargo - Zekuhl |
| 1992       | Rude Luck (dont fait partie Luck Mervil)                 | - Éruption - Notre-Dame |
| 1993       | Zébulon                                                  | - 332 m/s - RMD |
| 1994       | Ex Libris                                                | - F.M.R. - Labaye Band |
| 1995       | Doc et les chirurgiens (dont fait partie Yann Perreault) | - Bain public - Les Hardis moussaillons                                                                                              |
| 1996       | Féroce F.É.T.A.                                          | - Marie Vallée quartet - Les mauvais quart d’heure                                                                                   |
| 1997       | Ann Victor                                               | - L’affaire Tournesol (dont fait partie Richard Petit) - Orange étrange                                                              |
| 1998       | Projet : Orange                                          | - Vénus III - Yelo Molo |